# Broadway Tower

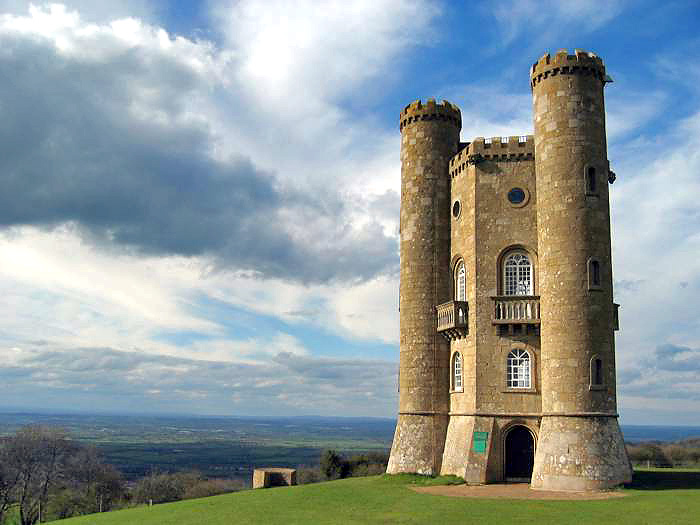
Broadway Tower, Eingangsseite

Der Broadway Tower ist ein weitgehend zweckfreies Gebäude (Folly) im Norden der Cotswolds nahe dem englischen Dorf Broadway in Worcestershire. Heute ist der Turm eine Touristenattraktion.

## Lage
Der ca. 16,5 m hohe Turm steht am Cotswold Way und auf einem der höchsten Punkte in der Landschaft der Cotswolds (312 m). Bei guter Sicht können vom Turm aus 13 Grafschaften (counties) überblickt werden.

## Geschichte

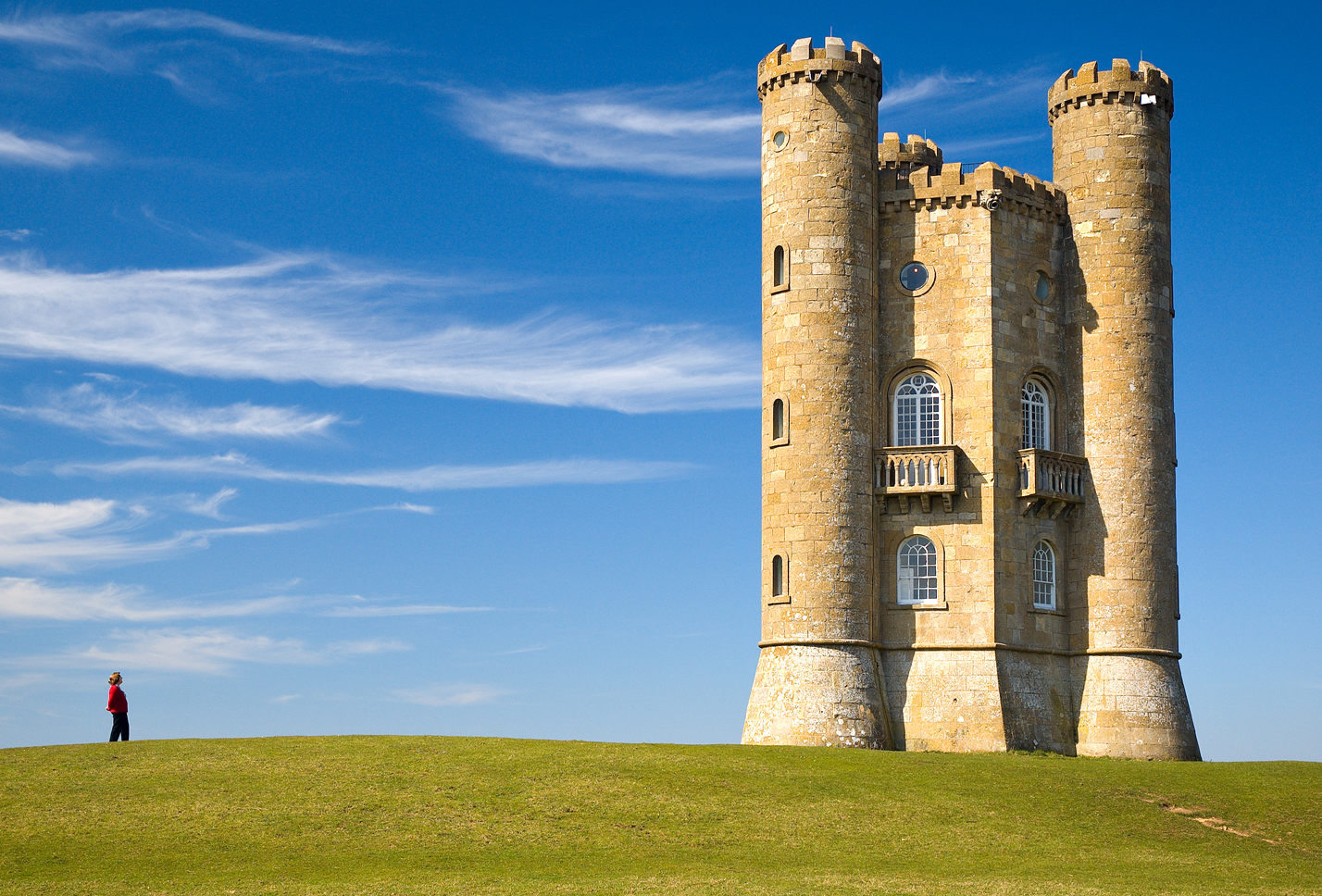
Broadway Tower, Rückseite

Der Turm besteht aus Kalksteinquadern und ist drei Stockwerke hoch, mit drei runden Ecktürmen und Zinnen. Er ist einem Schloss ähnlich und wurde im Jahr 1794 von James Wyatt für Lady Coventry entworfen und errichtet. Diese wollte wissen, ob ein Leuchtfeuer auf dem Berg von ihrem Haus in Worcester aus zu sehen wäre, das heißt über eine Strecke von etwa 35 km, und finanzierte deshalb den Bau des Turms. Das Feuer war tatsächlich deutlich zu sehen.
Über die Jahre hatte der Turm eine wechselhafte Geschichte. Von 1822 bis 1862 befand sich hier die Middle Hill Press, die Druckerei des berühmten Buch- und Handschriftensammlers Sir Thomas Phillips, der seine Sammlungen in einem nahegelegenen Landsitz verwahrte. Außerdem diente der Turm als zeitweiser Rückzugsort für Künstler wie beispielsweise William Morris.